# Schloss Wachendorf

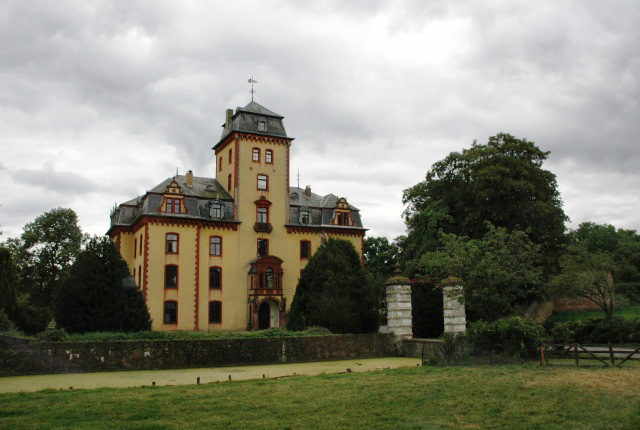
Schloss Wachendorf

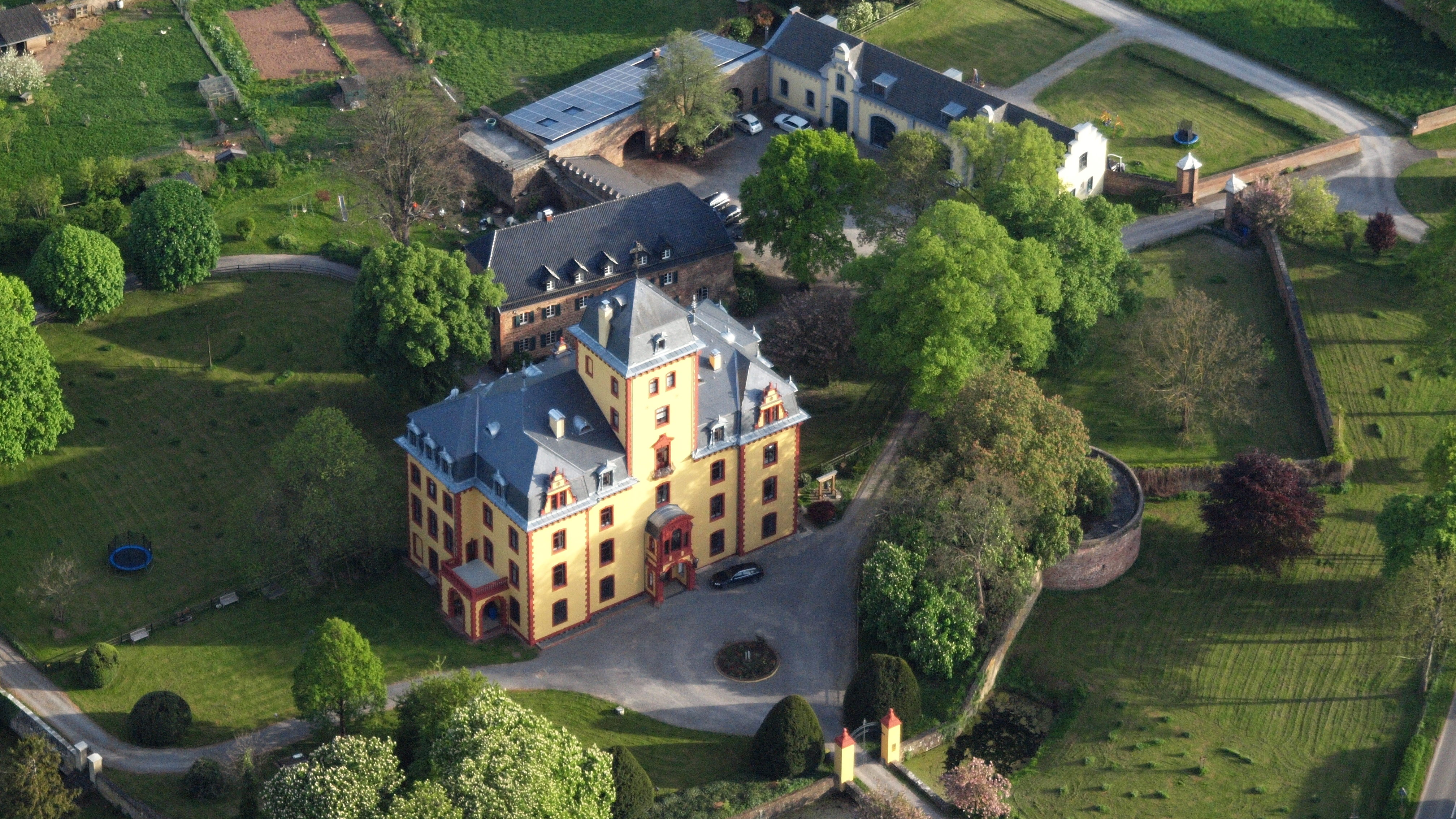
Schloss Wachendorf, Luftaufnahme (2015)

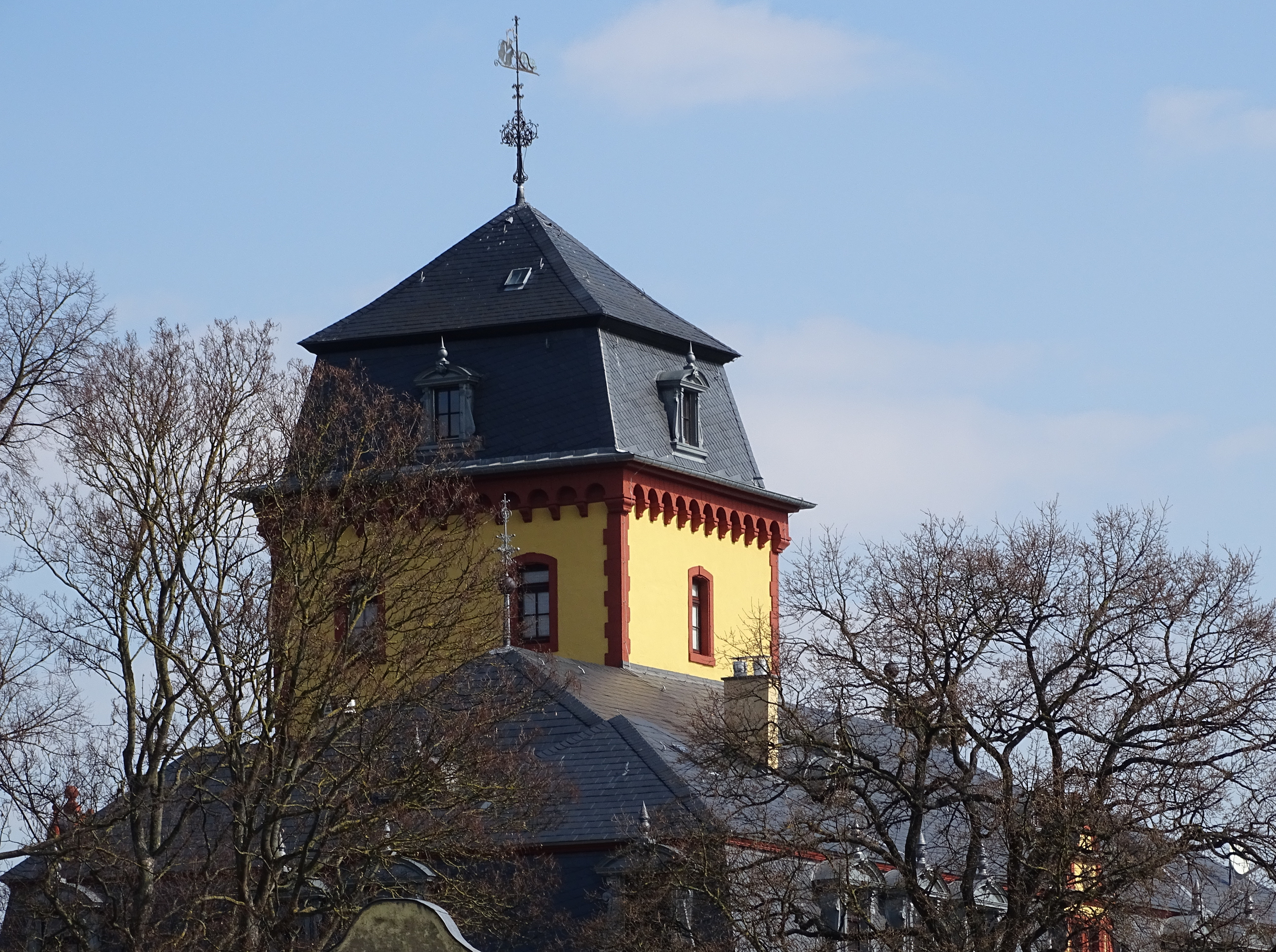
Detail der Turmspitze

Das Schloss Wachendorf steht in Wachendorf, einem Stadtteil von Mechernich im nordrhein-westfälischen Kreis Euskirchen.
Das Schloss entstand in seiner heutigen Form etwa um 1780. Im Jahr 1883 wurde es letztmals nach dem Vorbild eines maison de plaisance aus- bzw. umgebaut. Im Zuge dieser Umbaumaßnahmen entstanden das repräsentative Haupttreppenhaus und großzügige Säle. Heute ist das Gebäude ein ungewöhnlich großes dreigeschossiges Herrenhaus mit rund 60 Räumen, hohem Mansarddach und sechsgeschossigem Mittelturm, teilweise umgeben von den Resten einer ehemals eindrucksvollen Befestigung mit Wällen und Wassergräben. Es dient unter anderem als Trauort des Standesamts Mechernich sowie als Zen-Tempel.

## Geschichte und Herrschaft
Wachendorf ist erstmals im Jahre 1190 als Vogtei erwähnt. An der Stelle des Wachendorfer Schlosses stand ein Rittersitz mit bergfriedartigem Turm, ursprünglich mit spätgotischem Turmhelm. Dieser Bergfried ist als Mittelrisalit im Schloss erhalten, nun mit einem Mansarddach. Zumindest die Untergeschosse des Mittelturms und erhebliche Mauerpartien der nordwestlichen Herrenhaushälfte stammen von der mittelalterlichen Burg.
Ab 1287 ist das Geschlecht der Familie Wachendorf als Burgherren belegt. Das Anwesen ist im späten Mittelalter eine Unterherrschaft des Herzogtums Jülich. Otto von Wachendorf gab 1434 die Burg an Emmerich Brent von Vernich, dieser später an Werner von Hompesch. Die Enkelin Cecilie war mit Johann von Palandt verheiratet. So kam im frühen 16. Jahrhundert die damalige Burg in den Besitz der Adelsfamilie Palandt. Johann von Palandt gehörte zu den wichtigsten Rittern der Jülicher Herrschaft. Im Jahre 1628 führten Hexenprozesse unter dem Burgherrn Marsilius III. von Palandt zum Tode von 16 Menschen. Ab 1687 kam die Liegenschaft durch Vererbung an das Geschlecht von Hatzfeld, welches sie 1768 an Anna Maria von Hallberg, geb. von Holtzweiler, die Mutter des kurpfälzischen Gesandten Heinrich Theodor von Hallberg, verkaufte. 1780 wurde Burg Wachendorf vom bayerischen Generalmajor Adolph Freiherr von Ritz erworben. Durch den Euskirchener Landrat Johann Peter Schroeder kamen das Anwesen und die Ländereien 1877 an den Freiherrn Solemacher-Antweiler, der das Schloss zu seiner heutigen Form umbauen ließ. Sein Sohn verkaufte 1896 den Besitz an Paul von Mallinckrodt. Das Schloss ist heute Privatbesitz seiner Nachkommen, der Familie Müller von Blumencron.